# USS Butler (DD-636)
L'USS Butler (DD-636/DMS-29) est un destroyer de classe Gleaves en service dans la Marine des États-Unis pendant la Seconde Guerre mondiale. Il fut le seul navire nommé en l'honneur du major-général Smedley Butler, un officier de l'US Marine Corps récipiendaire par deux fois de la Medal of Honor.
Sa quille est posé le 16 septembre 1941 au chantier Philadelphia Naval Shipyard de Philadelphie, en Pennsylvanie. Il est lancé le 12 février 1942, parrainé par Mme Jean Wehle, fille du général Butler. Il est mis en service le 15 août 1942 sous le commandement du lieutenant commander M. D. Matthews.

## Historique
Après ses essais, ses premières missions s’effectuent dans le golfe du Mexique et dans l’Atlantique où il escorte notamment des convois.
En juin, il est déployé dans la Méditerranée où il participe aux opérations amphibies dans le cadre du débarquement de Sicile (opération Husky), du 9 juillet au 12 août. Il participe notamment à la bataille de Gela. Après un passage par les États-Unis, l’USS Butler participe à l’opération Neptune dans la Manche et bombarde les positions allemandes le 6 juin 1944 au large d’Utah Beach. Il participe notamment à la mission de secours au profit de l’USS Corry, coulé aux premières heures du Jour J.
Le 15 juillet, il quitte le secteur pour rejoindre la Méditerranée en vue de participer au débarquement de Provence.
Le 27 octobre, il rentre aux États-Unis pour subir une transformation majeure, étant transformé en dragueur de mines rapide le 21 décembre. Le navire fut reclassé DMS-29 le 15 novembre. Au début de l’année 1945, il est alors déployé dans le Pacifique et participe notamment à la bataille d’Okinawa de mars à mai. Le 25 mai, un kamikaze japonais touche le Butler, tuant quatorze (ou neuf selon une autre source) personnels d’équipage et lui causant d’importants dommages. Le cuirassé West Virginia vient l'assister afin d'éviter qu'il ne coule.
Réparé, il rentre aux États-Unis le 26 août et est placé en réserve le 8 novembre. Il est démoli à compter du 10 janvier 1948.

## Décorations
Le Fitch a reçu Navy Unit Commendation pour son service lors de la bataille d’Okinawa et quatre Battles star pour son service dans la Seconde Guerre mondiale.